# Selenis Leyva
Selenis Leyva, född 26 maj 1972 i Baracoa, är en kubansk-amerikansk skådespelerska. Hon har bland annat gjort rollen som Gloria Mendoza i Netflix-serien Orange Is the New Black.

## Liv och karriär
Leyva föddes i Baracoa på Kuba och växte upp i Bronx. Hon är av kubansk och dominikansk härkomst och har medverkat i ett antal Off-Broadway-produktioner. På TV hade Leyva en återkommande roll som Detektiv Mariluz Rivera i I lagens namn, och även medverkat i olika roller i den TV-serien samt Law & Order: Special Victims Unit. Hon har gästspelat på Tredje skiftet, Sopranos, The Good Wife, Girls och Elementary.
År 2013 fick Leyva huvudrollen som Gloria Mendoza, en latinaledare i fängelset, på Netflix komedi-drama Orange Is the New Black. Hennes karaktär var återkommande under de första två säsongerna och hon fick en huvudroll i säsong 3.

## Filmografi

### Filmer
| År   | Titel                                  | Roll            | Notering |
| ---- | -------------------------------------- | --------------- | -------- |
| 2000 | Debutante                              | Daisy Dominguez |          |
| 2002 | Apartment #5C                          | Luisa           |          |
| 2004 | Maria Full of Grace                    | Kundinspektör   |          |
| 2007 | Illegal Tender                         | Wanda           |          |
| 2007 | Ben's Plan                             | Maria           |          |
| 2009 | Don't Let Me Drown                     | Sonia           |          |
| 2009 | Ice Age 3: Det våras för dinosaurierna | Diverse roller  | Röst     |
| 2010 | Sex and the City 2                     | Lärare          |          |
| 2010 | Trouble Child                          | Problembarn     | Kortfilm |
| 2011 | Man in the Mirror                      | Sonia           | Kortfilm |
| 2012 | Ice Age 4 - Jorden skakar loss         | Diverse roller  | Röst     |
| 2013 | Epic                                   | Diverse roller  | Röst     |
| 2014 | Living with the Dead                   | Dr. Quenda      |          |
| 2015 | Chapter & Verse                        | Yolanda         |          |

### TV-serier
| År        | Titel                             | Roll                     | Notering |
| --------- | --------------------------------- | ------------------------ | --- |
| 1999      | I lagens namn                     | Louisa                   | Avsnitt: "Refuge: Part 2" |
| 1999      | Law & Order: Special Victims Unit | Lorinda Gutierrez        | Avsnitt: "Hysteria" |
| 2001      | The $treet                        | Kate                     | Avsnitt: "Junk Bonds" |
| 2001      | I lagens namn                     | DeeDee Salazar           | Avsnitt: "Sunday in the Park with Jorge" |
| 2001      | Taina                             | Titi Rose                | Återkommande roll; 6 avsnitt |
| 2001      | 100 Centre Street                 | Delfina Romero           | Avsnitt: "Kids: Part 1" och "Kids: Part 2" |
| 2002      | Law & Order: Criminal Intent      | Isabella Costas          | Avsnitt: "Homo Homini Lupis" |
| 2003      | Tredje skiftet                    | Phyllis                  | Avsnitt: "Goodbye to All That" |
| 2004      | Tredje skiftet                    | Gonzalez                 | Avsnitt: "Leap of Faith" |
| 2004      | I lagens namn                     | Nita Cabrera             | Avsnitt: "Veteran's Day" |
| 2005      | Law & Order: Criminal Intent      | Wardens sekreterare      | Avsnitt: "Prisoner" |
| 2004-2006 | I lagens namn                     | Detective Mariluz Rivera | Återkommande roll; 18 avsnitt |
| 2006      | Sopranos                          | Jill Dibiaso             | Avsnitt: "Live Free or Die" |
| 2007      | Dirty Sexy Money                  | Detektiv Angelina Adams  | Avsnitt: "Pilot" |
| 2008      | New Amsterdam                     | Susan Boyle              | Avsnitt: "Pilot" |
| 2010      | I lagens namn                     | Brinnande pojke          | Avsnitt: "Rona Henderson" |
| 2010      | The Good Wife                     | Marisol                  | Avsnitt: "Doubt" |
| 2010      | The Whole Truth                   | Claudia                  | Avsnitt: "Liars" |
| 2011      | Law & Order: Criminal Intent      | Detektiv Mariluz Rivera  | Avsnitt "Icarus" |
| 2011      | Person of Interest                | Hosking                  | Avsnitt: "Number Crunch" |
| 2011-2012 | Blue Bloods                       | Assistant M.E. Craig     | Återkommande roll; 4 avsnitt |
| 2012      | Girls                             | Chastity                 | Avsnitt: "Hannah's Diary" |
| 2012      | Elementary                        | Sara Castillo            | Avsnitt: "Child Predator" |
| 2013      | The Following                     | Detektiv Morales         | Avsnitt: "Chapter Two" |
| 2013–2019 | Orange Is the New Black           | Gloria Mendoza           | Återkommande roll (säsong 1-2), huvudroll (säsong 3–7) ALMA Award för enastående prestation i television (2014) Screen Actors Guild Award för enastående rollbesättning – Komedi (2015) |